# Hidden quantity order
Hidden quantity order  is een Engelse term die gehanteerd wordt in de handel in effecten. Het is een van de uitvoeringscondities die mogelijk is op de Nederlandse beurs. Andere termen die voor de hidden quantity order gebruikt worden zijn drip in order (binnendruppel-order) en iceberg order (ijsberg-order).
De hidden quantity order wordt door een (professionele) handelaar ingebracht zodanig dat de totale omvang van de order niet onmiddellijk zichtbaar wordt. De order kan bijvoorbeeld opgegeven worden voor een aantal van 100.000 stukken, maar op de beeldschermen van de handelaren is alleen de eerste tranche van 5000 gevraagde stukken zichtbaar. Nadat de eerste order uitgevoerd is, wordt een volgende (deel)order zichtbaar op het scherm.
Dit type order wordt toegepast als men met een grote order de markt niet te veel wil verstoren. Zodra duidelijk wordt dat er veel vraag naar een aandeel is, zal de prijs stijgen. Om dit te voorkomen, wordt de order in kleine stukjes uitgevoerd. 
De hidden quantity order heeft slechts een beperkt effect, wanneer bijvoorbeeld door een relatief hoge omzet in een aandeel duidelijk wordt dat er veel vraag is, zal de prijs toch gaan stijgen. Beurshandelaren kijken voortdurend naar dit soort tekens om te beoordelen of ze moeten kopen of verkopen.